# ويست سايد بويز
ويست سايد بويز (بالإنجليزية: West Side Boys)‏، هي جماعة مسلحة في سيراليون، توصف أحيانا بأنها فصيل منشق من المجلس الثوري للقوات المسلحة.
قامت المجموعة بأسر واحتجاز حفظة سلام من بعثة الأمم المتحدة في سيراليون، وفي أغسطس 2000، استولت على دورية لجنود بريطانيين من الفوج الملكي الأيرلندي وضابط ارتباط بجيش سيراليون. تم تدمير المجموعة لاحقًا في عملية نفذتها القوة الجوية الخاصة وفوج المظلات في سبتمبر 2000 أثناء عملية باراس.
تأثرت المجموعة إلى حد ما بموسيقى الراب الأمريكية وموسيقى راب العصابات وخاصة توباك شاكور، وثقافة «العصابات» التي صورت فيها.  قبل تدميرها، توسع حجم المجموعة إلى حوالي 600 لكنها عانت فيما بعد من حوالي 200 انشقاق. 
وكان العديد من أعضاء المجموعة جنوداً أطفالاً اختطفوا بعد أن قتل آباؤهم على أيدي «المجندين». أُجبر بعض هؤلاء الأطفال على المشاركة في تعذيب والديهم حتى الموت من أجل تعنيفهم وتجريدهم من إنسانيتهم. كان ويست سايد بويز مستخدمين بكثافة للبويو (نبيذ النخيل محلي الصنع)، والماريجوانا المزروعة محليًا، والهيروين المشترى بألماس الصراع. كما تم استخدام ماس النزاع لشراء العديد من أسلحتهم، والتي تراوحت من بنادق إف إن فال وأيه كيه-47 وقاذفات قنابل آر بي جي 7 إلى قذائف هاون عيار 81 ملم ومدافع مضادة للطائرات. تم اختطاف معظم سياراتهم من قوافل الغذاء التابعة للأمم المتحدة.

## وصف
في الوقت الذي كان فيه ويست سايد بويز نشطًا، كانت مناطق واسعة من سيراليون تحت سيطرة الميليشيات. ومع ذلك، لم تكن هناك صلات يمكن إثباتها مع المجموعة المتمردة الرئيسية في سيراليون، الجبهة الثورية المتحدة.
غالبًا ما يكون موضوع وسائل الإعلام البريطانية، ويرجع ذلك جزئيًا إلى اختطافهم لجنود بريطانيين وشخصيتهم البراقة، كما أفادت بي بي سي: «كانوا معروفين بارتداء ملابس غريبة - كانت النساء ترتدي الباروكات والشباشب هي المفضلة - وكونهم في حالة سكر بشكل دائم تقريبًا».
يقدم مقال نُشر عام 2008 في مجلة الدراسات الأفريقية الحديثة وجهة نظر بديلة عن ويست سايد بويز كوحدة عسكرية فعالة تستخدم تقنيات عسكرية وسياسية لتحقيق أهداف محددة، على عكس عصابة إجرامية ليس لها غرض سياسي ناتج عن الفوضى الدائمة والانهيار الاجتماعي للبلد.

## فهرس
- عملية الموت المؤكد، دامين لويس، Arrow Books ، 2005، (ردمك 978-0099466420)